# ديسرت سترايك: ريترن تو ذا غلف
ديسرت سترايك: ريترن تو ذا غلف (بالإنجليزية:Desert Strike: Return to the Gulf) هي لعبة فيديو من نوع الحرب والمهمات العسكرية، أنتجت شركة إلكترونيك آرتس سنة 1992، والتي تعمل نظام سيجا ميجا درايف ومنصات أخرى، وتلعب للفرد الواحد.

## قصة اللعبة
تدور الحدث حول حرب الخليج الثانية ، حينما دخل العدو الافتراضي القادم من الخارج لغرض احتلال إحدى بلدان الخليج العربي ، فيقوم البحرية الأمريكية لمهمة انقاذ أحد الشعوب وبعض موظفي الأمم المتحدة .
فيقوم أحد شخصيات اللعبة لركوب طائرة أي أتش-64 أباتشي ، والتي زينت باللون الأخضر لكي تتنكر وتدخل أحد الأراضي المحتلة وتدمير القواعد العسكرية للعدو الأفتراضي، وفي ختام اللعبة يقوم الرئيس جورج دبليو بوش الأب، لتكريم أحد الجنود الذين ساهموا لإنهاء الاحتلال الافتراضي لأحد دول الخليج العربي.

## تلمحيات اللعبة
لعبة ديسرت ستروم، لم تحدد الدولة الخليجية التي تعرضت للاحتلال العراقي سنة 1990 ، وأشار مصممي اللعبة لقصد زعيم الأشرار الذين احتلوا دولة معينة ويدعى كيل بابا، ويقصد كيل بابا أي صدام حسين ، بالإضافة إلى ارتداء الجيش العراقي اللون الأخضر، نفس الجنود الافتراضي الذين يرتدون اللون الأخضر لملابسهم أو لمركباتهم العسكرية .

## مصدر
1. ↑  Paul Rand & Frank O'Connor, "Review: Desert Strike", Computer and Video Games, March 1992 (issue 124), pp. 22-23.

## وصلات خارجية
- ديسرت سترايك: ريترن تو ذا غلف على موقع IMDb (الإنجليزية)

- (بالفرنسية) Descriptif du jeu et parallèle avec la vraie guerre du golfe sur 1UP
- تقرير عن لعبة ديسرت ستروم : العودة إلى الخليج